# Aeroportul Kulusuk
Aeroportul Kulusuk (IATA: KUS, ICAO: BGKK) este un aeroport din Sermersooq, Groenlanda ce deservește zona Kulusuk⁠(d). A fost numit după zona deservită.
Situat la o altitudine de 36 m, aeroportul dispune de o singură pistă. Este operat de Greenland Airport Authority⁠(d).